# (5308) Hutchison
(5308) Hutchison es un asteroide perteneciente al cinturón de asteroides, descubierto el 28 de febrero de 1981 por Schelte John Bus desde el Observatorio de Siding Spring, Nueva Gales del Sur, Australia.

## Designación y nombre
Designado provisionalmente como 1981 DC2. Fue nombrado Hutchison en honor a Robert Hutchison se retiró en la década de 1980 como conservador de meteoritos en el Museo de Historia Natural de Londres. Sus estudios químicos, mineralógicos y petrológicos de los meteoritos condríticos han sido de gran avance para la comprensión de los primeros procesos del sistema solar que conducen a la formación de condritas.

## Características orbitales
Hutchison está situado a una distancia media del Sol de 2,659 ua, pudiendo alejarse hasta 3,205 ua y acercarse hasta 2,113 ua. Su excentricidad es 0,205 y la inclinación orbital 11,86 grados. Emplea 1584,28 días en completar una órbita alrededor del Sol.
El próximo acercamiento a la órbita terrestre se producirá el 6 de septiembre de 2100.

## Características físicas
La magnitud absoluta de Hutchison es 13,4. Tiene 5,713 km de diámetro y su albedo se estima en 0,284.